# 禾状扁莎
禾状扁莎（学名：Cyperus unioloides）又名水社扁莎，为莎草科莎草属下的一个种。产于云南，分布于伊里安岛，印度、缅甸、越南、日本、非洲、菲律宾、澳洲、美洲。